# 红台基泡
红台基泡是一个位于中国内蒙古自治区哲里木盟的湖泊，面积约为5.68平方千米，属于蒙新高原区。它的一级流域为内流区诸河，二级流域为内蒙古内流区。